# Lili Brik
Lilja (Lili) Joerjevna Brik (Russisch: Лиля Юрьевна Брик) geboren als Lilja Kagan (Russisch: Лиля Каган) (Moskou, 11 november 1891 – Peredelkino bij Moskou, 4 augustus 1978) was een Russisch regisseuse, beeldhouwster, schrijfster, een van de toonaangevende figuren binnen de Russische avant-garde tussen 1914 en 1930, maar werd vooral bekend als de geliefde (‘muse’) van Vladimir Majakovski. Lili Brik was lange tijd getrouwd met de dichter, uitgever en literatuurcriticus Osip Brik (1888-1945) en zuster van de Frans-Russische schrijfster Elsa Triolet (1896-1970).

## Leven

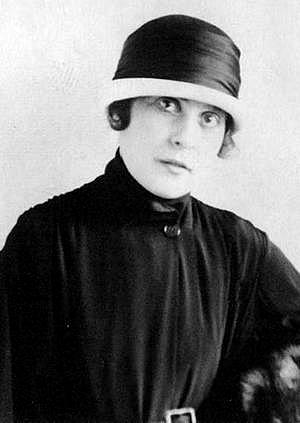
Lili Brik, 1914

Lili en haar zus Elsa werden geboren als dochters van een welgestelde Joodse advocaat en een muzieklerares in Moskou. Beiden kregen een hoge opleiding, spraken vloeiend Frans en Duits en speelden uitstekend piano. Lili studeerde uiteindelijk af aan het Moskouse Instituut voor Architectuur.
Lili trouwde op haar twintigste met haar jeugdliefde Osip Brik. Als hoogontwikkelde, ambitieuze vrouw verwierf Lili zich snel, deels ook via Osip en door de literaire salons die ze samen organiseerden, een centrale plaats in het Russische avant-gardeleven van kort voor de Eerste Wereldoorlog. Deze positie werd snel versterkt omdat ze in 1915 Vladimir Majakovski leerde kennen. Deze was bij de Briks geïntroduceerd door Lili’s zus Elsa, die zijn bekende gedicht Wolk in Broek declameerde. Majakovski werd verliefd op Lili en droeg vervolgens vrijwel al zijn gedichten aan haar op, onder andere het beroemde  Ruggegraatsfluit (1916) en Daarover (1923).
Al snel werden de Briks en Majakovski onafscheidelijk en van 1918 tot ver in de jaren twintig leefden ze gedrieën samen in het appartement van de Briks, waarbij Lili vanaf een bepaald moment geen seksuele relatie meer met Osip had, maar hem uiteindelijk emotioneel wel volledig trouw bleef. In de jaren twintig, een periode waarin het open huwelijk in bepaalde kringen werd gepropageerd, trok dit opvallende ‘menage à trois’ in Moskou veel aandacht.
In 1918 maakten Vladmir Majakovski en Lili Brik samen een film “Geboeid door de film”. Die ervaringen die ze toen opdeed gebruikte ze later in een korte carrière als regisseuse. Ze regisseerde onder andere “De Jood en het land” (1926) en de semi-documentaire over het filmmaken “Het glazen oog” (1928).
Vanaf 1923 nam Lili wat meer afstand tot Majakovski, in elk geval seksueel. Beiden bleven echter in een sterke emotionele band tot elkaar staan, waarbij Lili de ene minnaar na de andere nam en Majakovski daar aanvankelijk maar moeilijk mee om kon gaan. Lili stimuleerde Majakovski feitelijk om ook minnaressen te nemen, maar als deze te dicht bij hem leken te komen ondermijnde ze deze relaties weer. Toen Majakovski in 1929 zelf tijdens een verblijf in Parijs een serieuze relatie kreeg met de emigrantendochter Tatjana Jakovleva en zelfs met haar wilde trouwen, had ze er achter de schermen via roddels en gekonkel duidelijk de hand in dat het huwelijk niet doorging. Ook de ontwikkeling van de laatste relatie van Majakovski, met actrice Veronika Polonskaja, obstrueerde ze op subtiele wijze. Waar ze Majakovski zelf dus relationeel op een zijspoor had gezet werkte ze zijn (laatste) toevlucht in nieuwe liefdes gericht tegen, hetgeen volgens Majakovski’s biograaf Jangfeldt uiteindelijk een belangrijk motief is geweest voor zijn zelfmoord in april 1930, op een moment dat Osip en Lili Brik in het buitenland waren.

## Na Majakovski

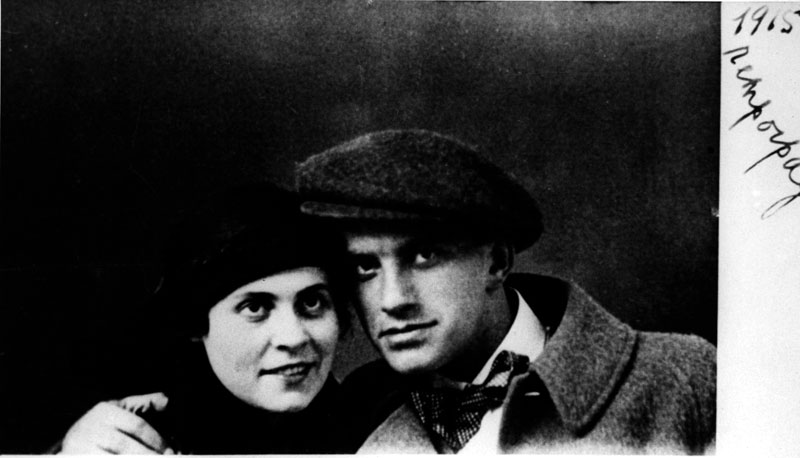
Vladimir Majakovski en Lili Brik, verliefd

Na Majakovski’s dood in 1930 scheidde Lili Brik van haar man Osip en trouwde met de Sovjetgeneraal Vitali Primakov, die later tijdens de zuiveringen in 1936 werd gearresteerd en in 1937 geëxecuteerd.
In 1935 stuurde Lili Brik een brief aan Jozef Stalin waarin ze haar beklag deed over de geringe aandacht die het werk van Majakovski nog kreeg. Stalin gaf hier gehoor aan, noemde Majakovski een van de meest getalenteerde dichters van zijn tijd en droeg Nikolaj Jezjov op aandacht aan haar brief te geven. Ruslandkenner Roy Medvedev schreef later dat Lili Briks naam op Jezjovs lijst van te executeren personen stond, maar dat haar naam persoonlijk door Stalin was doorgestreept.

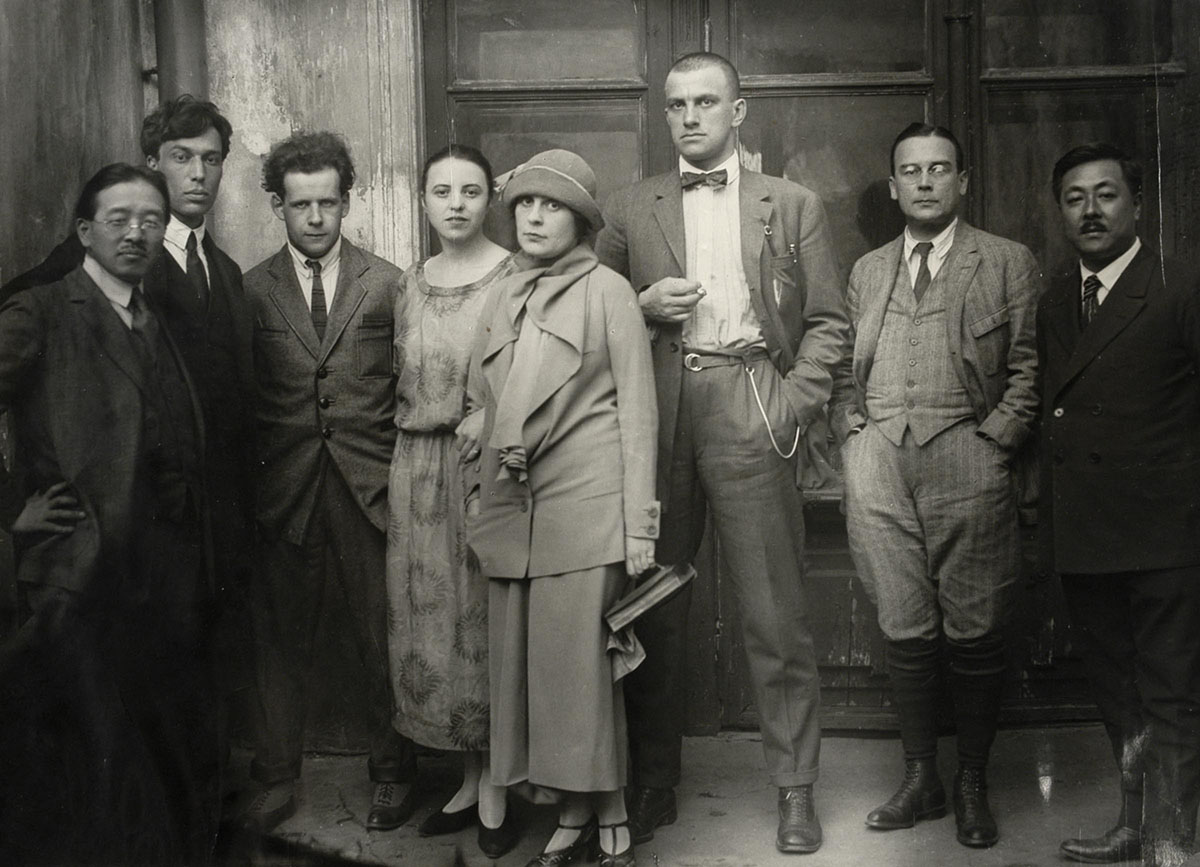
Lili Brik (midden) bij ontvangst Japanse schrijvers 1924, 2e vl Pasternak, 3e vl: Eisenstein, 3e vr Majakovski

In 1938 hertrouwde Lili Brik met de schrijver Vasili Katanjan, met wie ze eind jaren twintig al eens een relatie had. Ze brachten vervolgens veertig jaar met elkaar door. In 1978 pleegde ze, terminaal ziek, op 87-jarige leeftijd zelfmoord met slaaptabletten. 
Lili Brik liet diverse hooggewaardeerde beeldhouwwerken en geschriften na, waaronder een boek over haar tijd met Majakovski. In 1970 werd haar briefwisseling met haar zus Elsa, die een periode van meer dan vijftig jaar bestrijkt, in het Westen gepubliceerd.
Briks bekendheid wordt tegenwoordig - zoals het zo veel getalenteerde en kunstzinnige vrouwen vergaat - vooral bepaald door haar relaties met mannelijke kunstenaars, met name Majakovski en Aleksandr Rodtsjenko. De laatste maakte vele portretten en kunstfoto’s met haar in de periode van 1914 tot 1930 onder meer voor de cover van het futuristische blad LEF). Met deze beeltenissen is ze blikvanger en (vrouwelijke) belichaming geworden van de Russische avant-garde, het modernisme en futurisme, stromingen uit de cultureel nog redelijk vrije periode van vóór het Stalin-tijdperk.

## Werken
- Щен (De pup)
- С Маяковским (Met Majakovski)
- Пристрастные рассказы (Gepassioneerde verhalen)
- Brieven tussen Lili en Elsa, 1920-1970